# 1893 no jornalismo
Nesta página encontrará referências aos acontecimentos directamente relacionados com o jornalismo ocorridos durante o ano de 1893.

## Eventos
- 2 de fevereiro - Fundação do periódico A União (jornal da Paraíba) (Brasil).

## Nascimentos
| Data        | Nome               | Profissão             | Nacionalidade | Observações | Ref   |
| ----------- | ------------------ | --------------------- | ------------- | ----------- | ----- |
| 10 de junho | Eduardo dos Santos | jornalista e escritor | Portugal      | m. 1946     | [ 1 ] |

## Mortes
| Data        | Nome                | Profissão                      | Nacionalidade | Observações | Ref |
| ----------- | ------------------- | ------------------------------ | ------------- | ----------- | --- |
| 16 de julho | Antonio Ghislanzoni | jornalista, poeta e romancista | Itália        | n. 1824     |     |